# Union internationale amateur de football association
L'Union Internationale Amateur de Football Association (UIAFA) est une association d'organisations nationales fondée en 1909 ayant pour vocation de gérer et de développer le football dans le monde, en respectant les valeurs de l'amateurisme. Elle se pose avec l'ambition de concurrencer la Fédération internationale de football association (FIFA), accueillant notamment des organisations dont l'adhésion est refusée auprès de la FIFA.
L'UIAFA regroupe à l'origine des organisations françaises, anglaises et bohémiennes. Elle a à son crédit l'organisation d'un tournoi international en 1911, le « Grand Tournoi européen de football association », l'une des premières tentatives de ce genre en Europe. Le tournoi, qui réunit seulement quatre équipes invitées et se déroule en marge de l'Exposition internationale du Nord de la France à Roubaix, voit la victoire de l'équipe de Bohême.
Bien qu'élargie rapidement à l'Espagne, la Belgique et la Suisse, l'UIAFA manque d'influence et, ne parvenant pas à attirer de nouveaux adhérents, elle s'essouffle rapidement. L'Union internationale amateur de football association disparaît en 1912.

## Membres
- Amateur Football Association (en)
- Český svaz footballový (Fédération de Bohême)
- Union des sociétés françaises de sports athlétiques
- Fédération Belge des Sports Athlétiques (1910)
- Federación Española de Clubs de Football (1911)

Lors du congrès de janvier 1911, des associations de Suisse, d'Afrique orientale britannique et ainsi qu'une d'Amérique du Sud auraient été admises comme nouveaux membres de l'UIAFA.